# Pararge praegrandis
Pararge praegrandis är en fjärilsart som beskrevs av Hans Fruhstorfer 1909. Pararge praegrandis ingår i släktet Pararge och familjen praktfjärilar. Inga underarter finns listade i Catalogue of Life.